# If It's Over
If It's Over è una canzone del 1991 della cantautrice statunitense Mariah Carey. Venne scritta e prodotta dalla cantautrice stessa, rispettivamente insieme all'aiuto di Carole King e Walter Afanasieff per il secondo album della cantante Emotions (1991).

## Descrizione
Carole King aveva proposto alla cantautrice di fare una cover della canzone (You Make Me Feel Like) A Natural Woman, ma la Carey rifiutò dicendo di non essere capace di imitare Aretha Franklin. Qualche mese dopo la pubblicazione di Emotions la canzone venne interpretata dalla cantautrice durante l'apparizione al programma televisivo MTV Unplugged, come seconda canzone della sua scaletta. In seguito alla pubblicazione dell'EP MTV Unplugged, If It's Over venne pubblicato come secondo ed ultimo singolo dall'album, nel settembre 1992. La canzone parla di un amore tra due fidanzati: lei ama lui, ma lei lo obbliga a farlo smettere di giocare con la mente e, "se è finita", la deve lasciar andare. La versione dell'EP MTV Unplugged è una versione diversa da quella di Emotions, in quanto vengono tagliati il ritornello e la seconda strofa.

## Classifiche
La Columbia Records pensò che la canzone poteva rovinare l'immagine della Carey, in quanto in due anni sei su otto singoli pubblicati in Nord America raggiunsero la vetta della numero uno. Quindi si decise di pubblicare la canzone in Europa, Giappone e Australia, ma non entrò in nessuna classifica al di fuori di quella olandese dove raggiunse solo la posizione #80. Vi è inoltre un video, diretto sempre da Larry Jordan, che è un insieme delle sue performance live all'MTV Unplugged.
| Chart               | Peak position |
| ------------------- | ------------- |
| Dutch Singles Chart | 80            |

## Tracce
Australian/European CD single
1. "If It's Over" (live) - 3:47
2. "If It's Over" - 4:38

Japanese CD single
1. "If It's Over" (live) - 3:47
2. "Emotions"
3. Special spoken message for Japanese fans

European CD maxi-single
1. "If It's Over" (live) - 3:47
2. "If It's Over" - 4:38
3. "Someday" (new 12" jackswing)